# Nové Zámky
Nové Zámky (en allemand : Neuhäusl ou Neuhäusel ; en hongrois : Érsekújvár ; en turc : Uyvar) est une ville du sud-ouest de la Slovaquie. C'est le chef-lieu du district de Nové Zámky.

## Géographie
La ville est située sur la rivière Neutra dans le bassin du moyen Danube. Nové Zámky se trouve à environ 100 kilomètres à l'est de Bratislava et à 25 kilomètres au nord de la frontière hongroise.

## Histoire

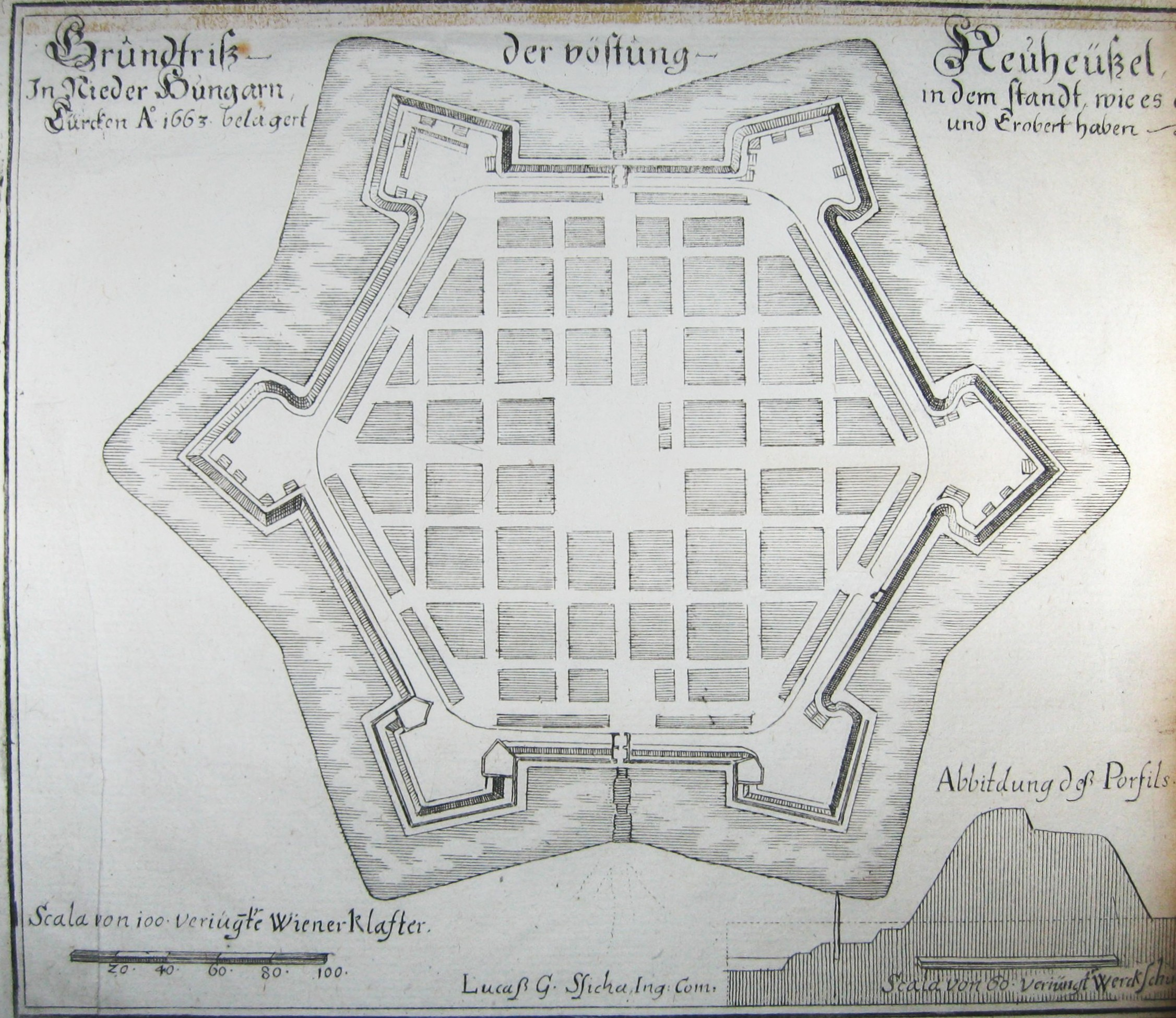
Forteresse de Neuhäusel, vers 1680.

La ville a été établie vers 1545/1546, lorsque Pál Várday, archevêque d'Esztergom, a commencé de bâtir une forteresse en bois pour la protection de ses terres ecclésiastiques contre les conquêtes ottomanes. Elle est citée pour la première fois en 1571, sous le nom d'Uyuar. Une deuxième forteresse a été construite entre 1573 et 1581 à l'instigation du Haut conseil de guerre (Hofkriegsrat) de la monarchie de Habsbourg à Vienne. 
La cité était construite autour de la forteresse. C'était à l'époque de sa construction, la plus moderne d'Europe. Les forces ottomanes échouèrent six fois devant ses murs, mais en 1663, durant la guerre austro-turque, ils réussirent. À la prise de la ville, elle devint le centre du pachalik d'Uyvar (Uyvar eyalet) dans l'actuelle Slovaquie du Sud. En 1685, elle fut reprise par les troupes impériales sous le commandement du duc Charles V de Lorraine.

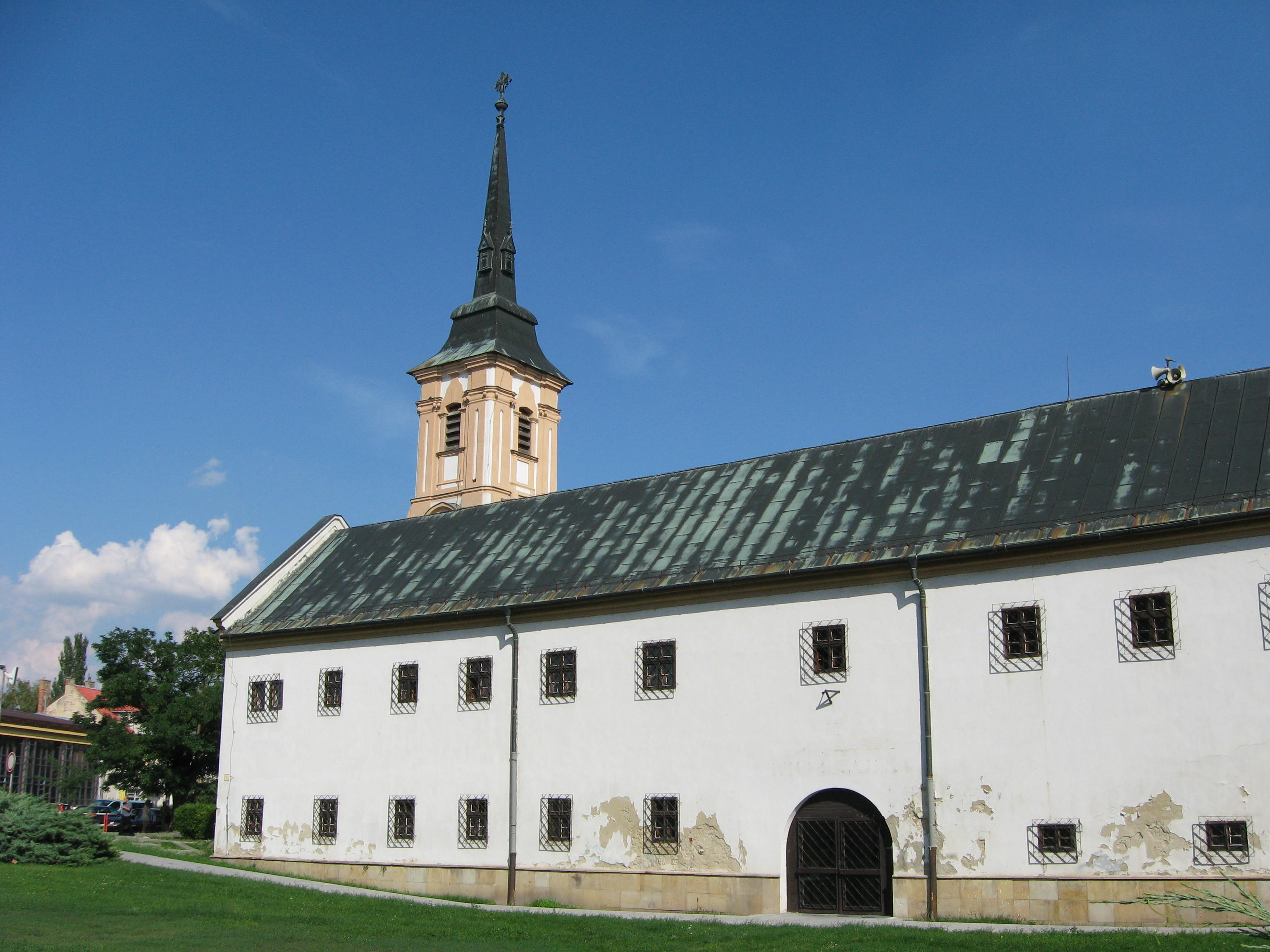
Ancien couvent franciscain.

La forteresse joua aussi un rôle dans les soulèvements anti-Habsbourg des Kuruc, dans le nord du royaume de Hongrie au XVIIe siècle. L'empereur Charles VI la fit raser en 1724-1725 pour empêcher toute nouvelle insurrection de l'utiliser comme place forte. Il n'existe plus aujourd'hui que quelques éléments de la forteresse.
Jusqu'à la fin de la Première Guerre mondiale, en 1918, la ville faisait partie des pays de la Couronne de saint Étienne au sein de l'Empire austro-hongrois ; elle échut alors à la nouvelle République tchécoslovaque. Elle fut à nouveau annexée par le royaume de Hongrie conformément au premier arbitrage de Vienne en 1938. Au cours de la Seconde Guerre mondiale, en 1944, la ville fut fortement endommagée par des bombardements des alliés.

## Population
| Année:               | 1994.  | 2004.   | 2014.   | 2024.   |
| -------------------- | ------ | ------- | ------- | ------- |
| Nombre de personnes: | 43 448 | 41 469  | 38 941  | 36 002  |
| Différence:          |        | -4,55 % | -6,09 % | -7,54 % |

| Année:               | 2023.  | 2024.   |
| -------------------- | ------ | ------- |
| Nombre de personnes: | 36 410 | 36 002  |
| Différence:          |        | -1,12 % |

Le recensement de 2001 a enregistré une population de 42,262 personnes, avec 69.67% d'entre eux étant des Slovaques, 27.52% Hongrois et autres. La religion la plus développé était le catholiscisme (71.72%), suivi par un groupe sans dénomination (17.75%) et Évangélistes (Luthériens) (3.36%).

## Jumelages
La ville de Nové Zámky est jumelée avec :
- Znojmo (Tchéquie)
- Fonyód (Hongrie)

|  |
|  |

## Personnalités liées à la commune
- Charles-Bonaventure de Longueval (1571–1621), feld-maréchal, mort au combat à Neuhäusel ;
- György Pray (1723–1801), abbé jésuite, libraire d'université et historien ;
- Anton Bernolák (1762–1813), prêtre catholique, écrivain, linguiste et philologue, mort à Nové Zámky ;
- Lajos Kassák (1887–1967), peintre et écrivain ;
- Henrieta Nagyová (née en 1978), joueuse de tennis ;
- Martina Suchá (née en 1980), joueuse de tennis ;
- David Strelec (né en 2001), footballeur ;
- Sebastian Kóša (né en 2003), footballeur.